# Air China
Air China Limited (kineski:中国国际航空公司), SEHK: 0753, LSE: AIRC, (SSE: 601111)
) je jedan od većih zračnih prijevoznika iz Kine. Kompanija je osnovana 1988. godine i sa svojom trenutnom flotom od preko 300 zrakoplova lete na više od 180 destinacija. Sjedište kompanije je u Pekingu, a u istom gradu im se nalazi i njihova središnja zračna luka.
U 2013. je Air China je prevezla više od 51 milijun domaćih i međunarodnih putnika s prosječnim faktorom popunjenosti od 81%.

## Povijest
Air China je utemeljena 1. srpnja 1988. odlukom Vlade kojom je dotadašnja kompanija "CAAC" podijeljena na šest kompanija. To su: Air China, China Eastern Airlines, China Southern Airlines, China Northern, China Southwest i China Northwest. Air China je dobila ulogu za obavljanje međunarodnih letova te su u nasljedstvo dobili zrakoplove dugog doleta: Boeing 747, Boeing 767 i Boeing 707.
U siječnju 2001. je objavljeno da će Air China sebi pripojiti kompaniju China Southwest Airlines. Prije spajanja Air China je bila četvrti zračni prijevoznik u Kini. Nakon pripajanja kompanija je imala imovinu u vrijednosti 8,63 mlrd USD, a imali su flotu od 118 zrakoplova.
Od 12. prosinca 2007. postali su član udruženja Star Alliance, skupa sa Shanghai Airlinesom.
U srpnju 2009. Air China je kupila dionice svoje problematične tvrtke Air Macau u vrijednosti 19,3 milijuna USD povećajući na taj način svoj udjel u toj tvrtki s 51% na 80,9%. Mjesec dana poslije Air China je za 813 milijuna USD povećala svoj udjel u tvrtki Cathay Pacific sa 17,5% na 30%, proširujući tako svoju prisutnost u Hong Kongu.
U travnju 2010. su povećali svoj udjel u Shenzhen Airlinesu i postali su kontrolni dioničar te kompanije što im je omogućilo osnaživanje svoje pozicije u Pekingu, Chengdu i Šangaju.
Dana 12. studenoga 2011. objavili su da će ponuditi Wi-Fi internet usluge u svojim zrakoplovima te su po tome bili prva kineska avio kompanija.
Sredinom 2013. su ponudili non-stop letove iz Pekinga za Houston koristeći Boeing 777-300ER zrakoplove.

## Flota
Air China flota se sastoji od sljedećih zrakoplova (28. srpnja 2015.):
* F, C i Y su kodovi koji označavaju klasu sjedala u zrakoplovima, a određeni su od strane Međunarodne udruge za zračni prijevoz.

## Nesreće i incidenti
- Dana 15. travnja 2002., Air China let 129, Boeing 767-200ER na letu iz Pekinga za Busan je udario u brdo pri pokušaju slijetanja u Busan zbog lošeg vremena pri čemu je poginulo 129 osoba, od 166 koliko ih se nalazilo u zrakoplovu.[14][15]
- Dana 10. lipnja 2013., nepoznati leteći objekt je udario u Air China Boeing 757 oštetivši radar na zrakoplovu. Nije bilo ozlijeđenih.[16]

## Unutarnje poveznice
Najveće svjetske zrakoplovne tvrtke